# 애니콜 풀터치 와이브로폰
애니콜 풀터치 와이브로폰(Anycall Full-touch WiBro Phone)은 삼성전자가 2009년 5월 20일에 출시한 스마트폰이다.